# Saudi-arabische Fußballnationalmannschaft (U-23-Männer)
Die saudi-arabische U-23-Fußballnationalmannschaft ist eine Auswahlmannschaft saudi-arabischer Fußballspieler. Sie untersteht dem saudi-arabischen Fußballverband SAFF und repräsentiert diesen international auf U-23-Ebene, etwa in Freundschaftsspielen gegen die Auswahlmannschaften anderer nationaler Verbände, bei U-23-Asienmeisterschaften sowie den Fußballturnieren der Olympischen Sommerspiele und der Asienspiele.
Bisher konnte sich die Mannschaft einmal für das olympische Fußballturnier qualifizieren, kam dabei 1996 aber nicht über die Gruppenphase hinaus. An der U-23-Asienmeisterschaft nahm Saudi-Arabien dreimal teil und wurde 2014 Zweiter. Bei den Asienspielen konnte 2014 und 2018 jeweils das Viertelfinale erreicht werden.
Spielberechtigt sind Spieler, die ihr 23. Lebensjahr noch nicht vollendet haben und die saudi-arabische Staatsangehörigkeit besitzen.

## Bilanzen
| Olympische Spiele - 1992: Nicht qualifiziert - 1996: Gruppenphase - 2000 bis 2016: Nicht qualifiziert U-22-/23-Asienmeisterschaften - 2014: Zweiter - 2016: Gruppenphase - 2018: Gruppenphase - 2020: Qualifiziert | Asienspiele - 2002 bis 2010: Nicht teilgenommen - 2014: Viertelfinale - 2018: Viertelfinale |